# می‌دی (فیلم ۲۰۲۱)
مِـی‌دِی یا پیام اضطراری (به انگلیسی: Mayday) یک فیلم درام، فانتزی و معمایی آمریکایی محصول سال ۲۰۲۱ که توسط کارن سینور در اولین کارگردانی بلندش نوشته و کارگردانی شده است. گریس ون پاتن، میا گاث، جولیت لوئیس، سوکو و هاوانا رز لیو در این فیلم بازی می‌کنند.
این فیلم اولین نمایش جهانی خود را در جشنواره فیلم ساندنس در ۳۱ ژانویه ۲۰۲۱ انجام داد و در آنجا نامزد دریافت جایزه بزرگ هیئت داوران شد. و در ۱ اکتبر ۲۰۲۱ در ایالات متحده اکران شد.

## داستان
آنا به سرزمینی رؤیایی و خطرناک منتقل می‌شود و در آنجا به ارتشی از دختران می‌پیوندد که در امتداد ساحلی ناهموار درگیر جنگی بی پایان هستند. اگرچه او در این دنیای هیجان انگیز قدرت می‌یابد، اما متوجه می‌شود که او قاتلی نیست که آنها می‌خواهند و … 

## تولید
تصویربرداری اصلی در نوامبر ۲۰۱۹ آغاز شد.

## بازخوردها
- در راتن تومیتوز از ۶۶ بررسی با میانگین امتیاز ۵٫۸ از ۱۰ مثبت است.[۷]
- در متاکریتیک، این فیلم بر اساس نقدهای ۶ منتقد، امتیاز ۴۵ درصد را به خود اختصاص داده است که نشان‌دهنده «نقدهای مختلط یا متوسط» است.[۸]